# Eurocopter Panther
Eurocopter AS565 Panther – śmigłowiec szturmowy opracowany przez europejskie konsorcjum Eurocopter Group. Jest to wojskowa wersja wielozadaniowego helikoptera Eurocopter Dauphin. Helikoptery Panther znajdują szerokie zastosowanie na współczesnym polu walki. Są one wykorzystywane jako śmigłowce szturmowe, bezpośredniego wsparcia pola walki, zwalczania okrętów podwodnych, poszukiwawczo-ratunkowe, medyczne i inne.